# Cantonul Sault
Cantonul Sault este un canton din arondismentul Carpentras, departamentul Vaucluse, regiunea Provence-Alpes-Côte d'Azur, Franța.

## Comune
- Aurel : 156 locuitori
- Monieux : 250 locuitori
- Saint-Christol : 555 locuitori
- Saint-Trinit : 99 locuitori
- Sault : 1 171 locuitori (reședință)